# Érika Carvalho
Érika Carvalho de Souza (Brasília, DF, 29 de abril de 1981), de alcunha Miny porque jogava na mesma equipe com outra jogadora chamada Érika Coimbra, é uma jogadora de vôlei brasileira, que atua na posição de líbero.
Érika já jogou no Clube Desportivo Macaé Sports, Petrobrás/Força Olímpica, ECUS/SUZANO e também na equipe italiana do Minetti/Vicenza, de 2000 a 2001. Ela defendeu o Albacete vôlei clube da Espanha, e conquistou o 3º lugar da Liga espanhola de vôlei feminino da Temporada 2008/2009. 

## Caso C.V Albacete
A libero Érika Carvalho de Souza havia assinado sua renovação de contrato com a Albacete muito antes do anuncio do fechamento do departamento profissional de vôlei do Albacete, após anunciar que o Albacete não irá disputar a Superliga Feminina da Espanha 2009/2010 também ficou de fora copa Europeia de vôlei, por questão financeiro.

## Outras fontes
A Libero Érika acertou sua Transferencia pro VC Wiesbaden da Alemanha da Temporada 2011/2012

## Principais conquistas
- 1996 - Campeã brasileira de infanto juvenil da primeira divisão.

- Rexona/Paraná

1999-Superliga feminina
- Minetti/Vicenza

2000/2001-Copa CEV
Copa Itália
- Castelo de Maia

2002- Campeonato Nacional de Voleibol da 1ªdivisão
- Suzano

2003 -Torneio Inicio de São Paulo
Jogos Aberto de São Paulo
*Monforte de Lemos
2004- Copa Galicia
- Macaé Esporte(OI/Macaé)

2005/2006-Jogos abertos do Rio de Janeiro